# Sivry-Ante

Sivry-Ante este o comună în departamentul Marne, Franța. În 2009 avea o populație de 184 de locuitori.